# オキヒラシイノミガイ

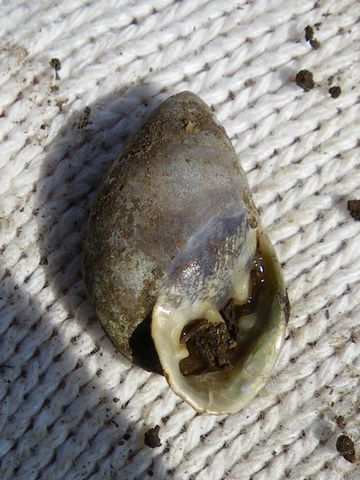
殻表が磨滅した個体

オキヒラシイノミガイ（沖平椎の実貝）、学名 Pythia cecillii もしくは Pythia cecillei は、有肺目オカミミガイ科に分類される巻貝の一種。東アジアの一部区域だけに分布し、汽水域周辺のヨシ原やリター中、漂着物の下などに生息する。和名末尾の「貝」を省略し「オキヒラシイノミ」と呼ばれることもある。
種小名の cecillii または cecillei はフランス海軍提督のジャン＝バティスト・セシーユ（Jean-Baptiste Cécille）への献名。学名の原綴り、すなわち原記載におけるオリジナルの種小名は cecillii であるが、しばしば cecillei の綴りも慣用される。標準和名の「オキ」は、明治時代に長崎で本種を採集し専門家に送った沖荘蔵（おき しょうぞう。平戸出身の裁判官で、貝類研究家。沖禎介の父）への献名。ヒラシイノミは平たいシイノミガイ類の意で、オカミミガイ科諸種の貝殻に見られる「椎の実」に似た質感とやや扁平な殻形に因む Pythia 属の基幹名。

## 分布
ベトナム北部・中国南部、日本の九州西部および山口県に記録がある。間を隔てる南西諸島からの記録はない。

## 形態
成貝は殻長25mm・殻径15mmほどだが、稀に殻長30mmを超える個体も見られ、日本産オカミミガイ類の中ではオカミミガイ Ellobium chinense に次ぐ大型種の一つである。貝殻は和名通り殻頂が短く尖ったドングリ形で、背腹に平たく、左右は鈍く角張る。殻口は上が狭まった水滴形で、殻が半巻き（180°）成長する度に殻底と外側に大きく張り出し、外縁が肥厚・外反し、その痕跡が左右の角張りを形成する。殻口の歯状突起は、内唇2歯と軸唇1歯が大きく、外唇は庇状に張り出しその縁に小さな3-5歯がある。殻口全体は殻に比して大きいが、歯状突起が発達して殻口を塞ぐため、軟体部を出す部分はかなり狭い。殻の内部は他のオカミミガイ科と同様に螺旋部が溶解吸収されて広い一室になっている。
殻表は褐色で光沢のない殻皮を被るが、明るい黄褐色から黒に近いものまで変異が大きく、色帯や横長の斑点が出るものもいる。磨耗により殻皮が失われ、灰白色や淡紫色を呈した個体も多い。
軟体部は濃い黒灰色で、触角1対で先端が尖る。内部形態のうち、生殖器や神経系などは香港産のもので報告されている（Maritins, 1998）。

## 生態
河口や内湾のヨシ原のほか、ヒトモトススキの根際、潮間帯上部の土壌表面、潮上帯の落葉堆積中、様々な漂着物の下などに見られる。昼間は暗くて湿度が保たれた枯葉や転石の下に潜み、オカミミガイ、ナラビオカミミガイ、キヌカツギハマシイノミガイなどと同所的に見られる。ヨシ原の中で海水面よりわずかに高い程度の区域ならば、波打ち際からかなり離れた所に進出することがあり、海水がほとんど上がってこないと思われるような場所の板切れの下などに見られる場合もあるという。また、普段は地上付近に見られることが多いが、長崎県での観察例では、蒸し暑い日の早朝にアシ、ハマウド、ハマボウなどの植物上に這い登り、時に１m程の高さまで登ることもあると報告されている。
雌雄同体で、他の個体と交尾して産卵する。卵は白色で1個ずつ微小な卵嚢に入れられ、それがゼラチン様物質に被われた形の卵塊として他物上に産み付けられる。長崎県では、2010年7月19日（月齢7.3・小潮）の干潮時の午前9時頃、夜中の満潮時に下部が海水に浸かって濡れた枯れ木上で、その上部のやや湿った部分に２個体が産卵をしているのが観察されている。それによれば、卵塊は幅1mm長さ10mmほどのものが多いが、団子状を呈するものもあったという。
幼生期の殻は左巻きで蓋を持つが、成長の初期段階で右巻きになり蓋も消失する。殻長1cm程度の幼貝はキヌカツギハマシイノミガイに似ているが、貝殻はこの時期から既に扁平である。

## 分類
原記載
- Scarabus Cecillii  Philippi, 1847. Zeitschr. f. Malak. Vol.4: 122-123.
- タイプ産地 : "China"

属名の Pythia は古代ギリシアのデルポイの巫女ピューティアー （ピュティア）(ギリシア語: Πυθία) 。種小名の cecillii は幕末前夜に沖縄・長崎などに来航したフランスインドシナ艦隊のジャン＝バティスト・セシーユ提督（Jean-Baptiste Cécille）への献名。原記載におけるオリジナルの種小名はセシーユ Cecille をラテン語化した Cecillius の属格 cecillii であるが、理由は不明ながら慣用的に cecillei と綴られることも多い。
標準和名の「オキ」は、明治時代に長崎で本種を採集し、当時の日本における貝類学の主導者の一人である京都の平瀬與一郎に送った沖荘蔵（おき しょうぞう。平戸出身の裁判官。貝類研究家。沖禎介の父。）への献名で、沖は平瀬の貝類研究の最初期における協力者の一人であった。
類似種
東南アジアを中心に複数の同属種があり、それらは互いによく似ている。そのうちの下記の種が日本の南西諸島にまで分布している。
- マダラヒラシイノミガイ P. pantherina - 本種よりも斑紋が顕著。湿地ではなく浜近くの海岸林の林床などに生息する。
- クロヒラシイノミガイ P. pachyodon - 本種よりも殻口の歯が頑強。マングローブなどに生息する。
- ヒメヒラシイノミガイ P. nana - 本種よりも明瞭に小さく殻幅も細い。内湾や河口汽水域干潟の潮上帯のリター中などに生息する。

## 人との関係
人間に利用されることはないが、生息環境への人間活動の介入により生息地が失われている。
日本においては分布が限られている上に、埋立や干拓などで生息地ごと消滅させられる事例が多い。日本の環境省が作成した貝類レッドリストでは最も絶滅の危険が高い「絶滅危惧I類（CR+EN）」の一種として掲載された他、分布域の各県が独自に作成したレッドリストでも絶滅、または絶滅寸前と報告されている。採集も個体群に影響を与えるため、生息地情報もみだりに公開してはならないとされている。
長崎県では「長崎県未来につながる環境を守り育てる条例」による希少野生動植物に指定し、捕獲等を禁止している。

### レッドリスト掲載状況
- 絶滅危惧I類 (CR+EN)（環境省レッドリスト）
県別レッドリスト
  - 絶滅 - 鹿児島県※2011年に生息確認された[5]
  - 絶滅危惧I類 - 福岡県（2014年）、長崎県（2011年）、熊本県（2009年）